# Tatau (série télévisée)
Tatau est une série télévisée américano-britannique en huit épisodes de 38 minutes créée par Richard Zajdlic, diffusée entre le 12 avril et le 17 mai 2015 sur BBC Three au Royaume-Uni et depuis le 18 avril 2015 sur BBC America, aux États-Unis.
Cette série est inédite dans tous les pays francophones.

## Synopsis
Série se passant sur les Iles Cook, met en scène un meurtre surnaturel. À la suite de cela, Kyle et Budgie arrivent au paradis. Ils déchantent vite en voyant tout ce « monde idyllique ».

## Distribution
- Joe Layton : Kyle Connor
- Theo Barklem-Biggs : Paul « Budgie » Griffiths
- Barry Atsma : Dries
- Shushila Takao : Aumea Vaipiti
- Temuera Morrison : Anaru Vaipiti
- Cian Elyse White : Lara
- Alexander Tarrant : Maui Vaipiti
- Tai Berdinner-Blades : Tyler
- Kirk Torrance (en) : Révérend Calcott

## Développement

### Production
Le 3 juillet 2014, la chaîne britannique BBC Three a annoncé une nouvelle série dramatique en association avec la BBC America.
Le 10 juillet 2014, la chaîne BBC America a confirmé la production de la nouvelle série.

### Tournage
Le tournage a débuté en septembre 2014 aux Îles Cook, à la Nouvelle-Zélande.

## Épisodes
Les huit épisodes, sans titre, sont numérotés de un à huit.

## Audiences
Aux États-Unis, le pilote diffusé à 22 h après la première d’Orphan Black n'a attiré que 246 000 téléspectateurs, et le deuxième, 124 000 téléspectateurs. BBC America déplace alors la série à 23 h, après The Graham Norton Show (en), qui n'attire que 54 000 téléspectateurs. Elle est conséquemment annulée après trois épisodes.